# 天牛堺書店
株式会社天牛堺書店（てんぎゅうさかいしょてん、英文表記：Tengyu Sakai Shoten Co.,Ltd.）とは、かつて大阪府堺市南区に本社を置いていた書籍販売会社である。
1907年（明治40年）創業の「天牛書店」とは異なる。

## 概要
大阪市の老舗古書店「天牛書店」に勤めていた藤吉信夫（2011年死去）がのれん分けで独立し、1963年（昭和38年）12月1日に大阪府堺市の国鉄阪和線津久野駅前に開店した書店（のち津久野店、2018年閉店）を発祥とする。1968年7月16日、『株式会社天牛堺書店』の商号で法人化し、大阪府内に店舗を展開した。
幅広い書籍や雑誌の品揃えに力を入れるとともに、天牛書店時代の経験を生かして古書販売も手がけていたのが特徴で、既に絶版になった出版物を求める客からの需要にも応えられるよう努め、大手との差別化を図った。
堺市、大阪市、高石市のほか、和泉市、泉佐野市、河内長野市にも出店し、ピーク時には25店舗を数えた。このほか学習塾2教室を運営。全国書店ネットワーク『e-hon』（いい本）にも加盟していた。2018年に放送されたTVアニメ『だがしかし』には、当書店がモデルになった書店が登場している。

### 経営の低迷と倒産
2000年代以降、インターネットの普及や活字離れ、出版不況の影響で業績が落ち込み、CD、DVD、文具などの取り扱いも開始するなどして打開を図ったが、1998年に堺市南区に移転新築した本社不動産への投資が経営の重荷となっていた。
2016年には最大の書籍仕入先であったトーハンへの支払いに支障をきたすようになった。末期の黒字店舗は天下茶屋店（大阪市西成区）および粉浜店（大阪市住吉区）の2店だけとなっており、不採算店を次々と閉鎖した。二代目社長の藤吉信彦は2018年5月、トーハンから役員を受け入れ、同年9月から元金返済を停止して関係金融機関と私的整理による自主再建に向けた交渉を行ったが、2012年から2017年にかけて経営陣が行っていた複数の不明朗な決算処理に対して金融機関側が強い不信感を示し、合意に至らなかった。
2019年1月17日、一部の金融機関が預金を差し押えたことから事業継続が困難となり、同年1月28日、大阪地方裁判所堺支部へ自己破産を申請し、経営破綻した。各店舗の営業は破綻前日の1月27日まで通常通り行われていた。
天下茶屋店では経営破綻直後、店舗シャッターに常連客などがさまざまな思いを込めたメッセージや店への感謝をつづった紙を次々に貼り、話題となった。同様のメッセージを貼る客の動きは他店舗でも見られた。
本社不動産は破産管財人によって売却処分された後に建物自体も解体され、跡地には2022年4月28日にスギドラック泉田中店が開業した。天牛堺書店は2020年12月25日に法人格が消滅した。

## 沿革

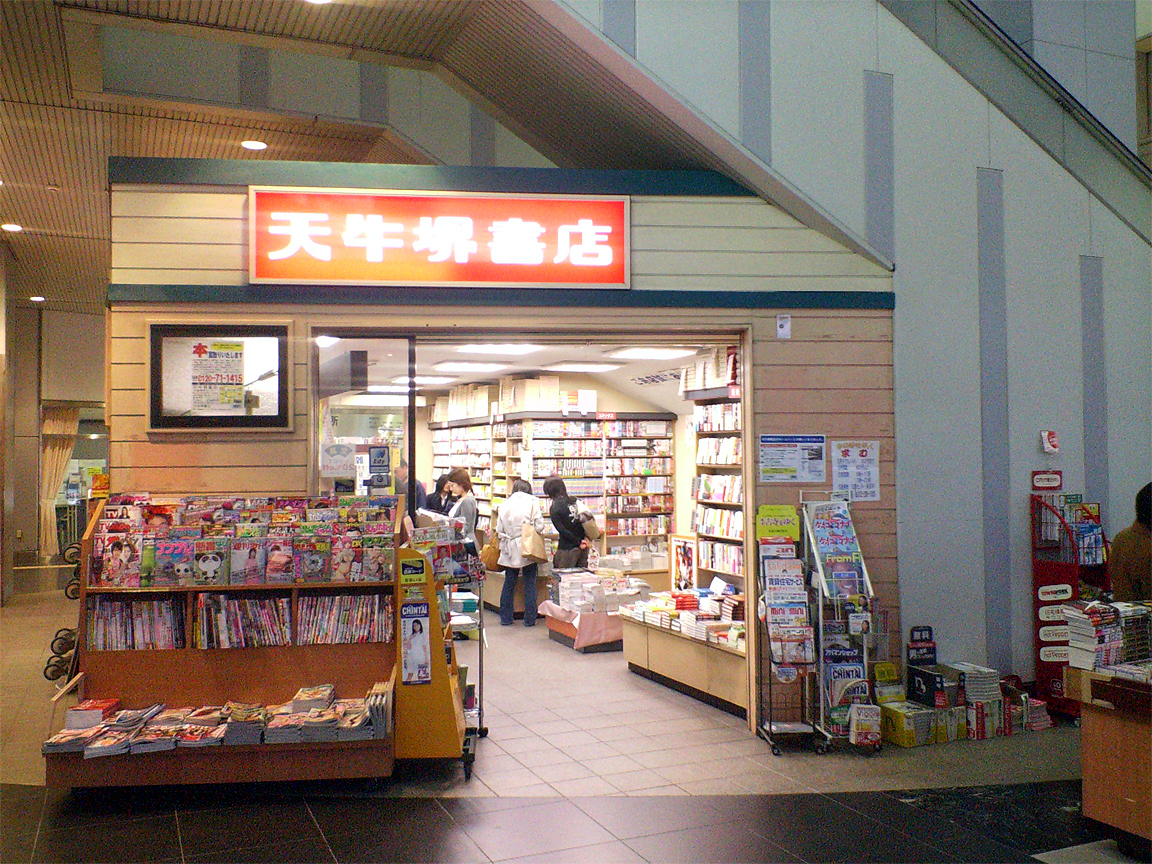
和泉中央店

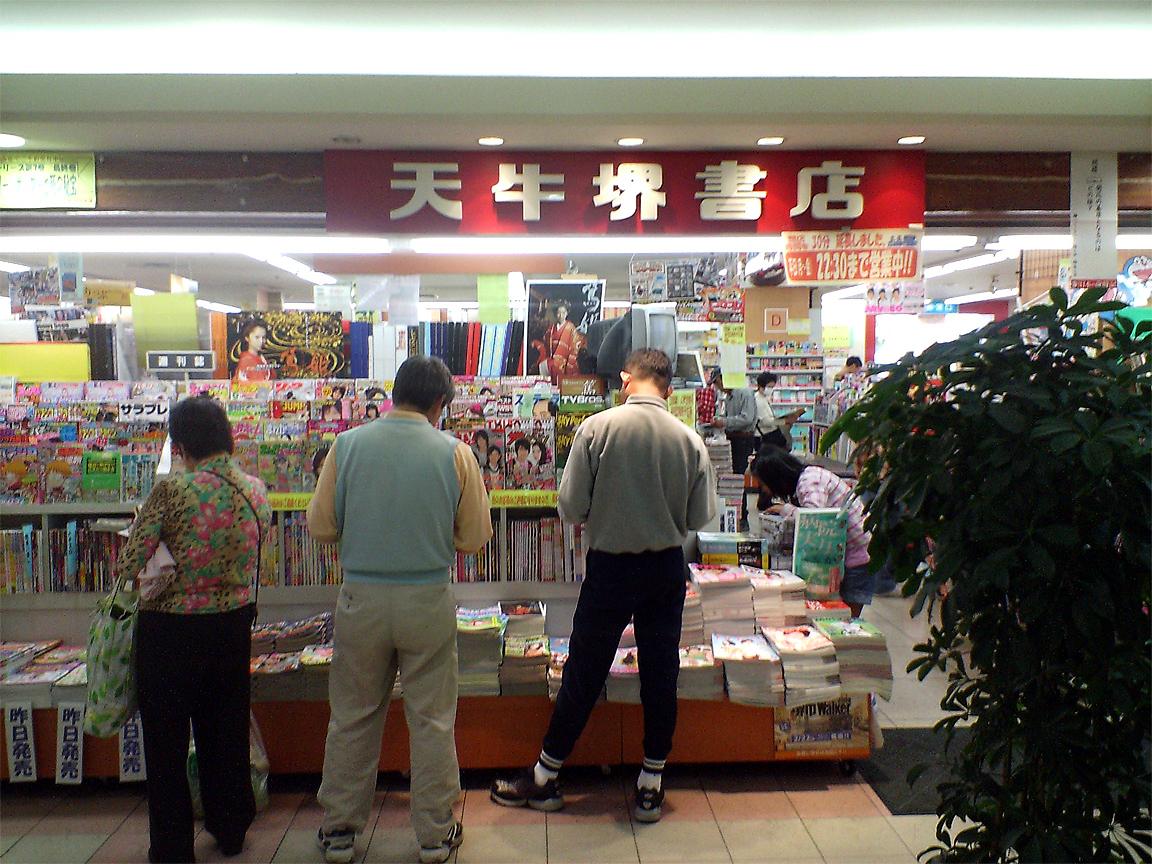
光明池店

- 1963年（昭和38年）12月1日 - 第1号店として「津久野店」（堺市西区）をオープン。
- 1968年（昭和43年）7月16日 - 「株式会社天牛堺書店」として法人化。本社を堺市南区に置く。
- 1972年（昭和47年） - 「泉ヶ丘店」（堺市南区）をオープン。
- 1975年（昭和50年） - 「三国ヶ丘店」（堺市堺区）をオープン。
- 1979年（昭和54年） - 「光明池店」（堺市南区）をオープン。
- 1982年（昭和57年） - 堺市外の初出店となる「河内長野店」（河内長野市）をオープン。
- 1984年（昭和59年） - 「粉浜店」（大阪市住吉区）をオープン。
- 1986年（昭和61年） - 「イトーヨーカドー堺店」（堺市堺区）をオープン。
- 1991年（平成3年） - 「船場店」（大阪市中央区）をオープン。
- 1994年（平成6年） - 「関西空港店」（田尻町）をオープン。（後に撤退）
- 1996年（平成8年） - 船場店内に「船場古書専門店」を新設。
- 1996年（平成8年） - 「りんくうタウン店」（泉佐野市）をオープン。
- 1998年（平成10年） - 本社敷地内に「古書センター」を開設。
- 1998年（平成10年） - 「天下茶屋店」（大阪市西成区）をオープン。
- 1999年（平成11年） - 「和泉中央店」（和泉市）をオープン。
- 2000年（平成12年） - 「中もず店」（堺市北区）をオープン。
- 2003年（平成15年） - 「高石店」（高石市）をオープン。
- 2003年（平成15年） - 「堺東高島屋店」（堺市堺区）をオープン。
- 2005年（平成17年） - 「北野田店」（堺市東区）をオープン。
- 2008年（平成20年） - 京阪中之島線大江橋駅構内に「大江橋店」（大阪市北区）をオープン。
- 2009年（平成21年）4月1日 - 南海本線泉佐野駅構内に「泉佐野店」（泉佐野市）オープン。
- 2011年（平成23年）2月13日 - イトーヨーカドーの営業終了に伴い、「イトーヨーカドー堺店」閉店。
- 2012年（平成24年）1月1日 - 南海高野線三国ヶ丘駅の駅舎橋上化工事のため「三国ヶ丘店」が休業。
- 2012年（平成24年）3月15日 - コーナン中もず店内に「コーナン中もず店」（堺市北区）オープン。
- 2013年（平成25年）1月15日 - 「りんくうタウン店」閉店。
- 2013年（平成25年）3月1日 - 「堺東高島屋店」が地下1階から4階に移転し、店舗面積を拡張。
- 2013年（平成25年）10月31日 - 大阪市営地下鉄難波駅構内の駅ナカ商業施設「ekimo」内に「ekimoなんば店」（大阪市中央区）オープン。
- 2014年（平成26年）3月31日 - 「大江橋店」閉店。
- 2014年（平成26年）4月26日 - 「三国ヶ丘店」が駅ナカ商業施設「N.KLASS三国ヶ丘」2階にリニューアルオープン。
- 2015年（平成27年）10月25日 - 「泉ヶ丘店」閉店。
- 2016年（平成28年）1月17日 - 「コーナン中もず店」閉店。
- 2016年（平成28年）1月25日 - 「和泉中央店」閉店。
- 2016年（平成28年）1月31日 - 「泉佐野店」「河内長野店」閉店。
- 2016年（平成28年）3月19日 - 「イオンモール堺鉄砲町店」（堺市堺区）オープン。
- 2016年（平成28年）9月30日 - 「ekimoなんば店」閉店。
- 2018年（平成30年）8月17日 - 「津久野店」閉店。
- 2019年（平成31年）1月17日 - 一部の金融機関が天牛堺書店の預金差押を実行[2]。
- 2019年（平成31年）1月28日 - 大阪地方裁判所堺支部から破産手続開始の決定を受ける[1][4]。
- 2020年（令和2年）12月25日 - 法人格消滅。

## 店舗

### 経営破綻時の店舗
- 古書センター - 堺市南区泉田中17-2（本社と同居）
- イオンモール堺鉄砲町店 - 堺市堺区鉄砲町1番地 イオンモール堺鉄砲町店3階 （現・大垣書店イオンモール堺鉄砲町店）
- 三国ヶ丘店 - 堺市堺区向陵中町2-7-1 N.KLASS三国ヶ丘2階（現・オーエスドラッグ三国ヶ丘店）
- 中もず店 - 堺市北区中百舌鳥町2-196 南海高野線中百舌鳥駅構内（現・大起水産街のみなと[9]）
- 堺東高島屋店 - 堺市堺区三国ヶ丘御幸通59 高島屋堺店4階（現・丸善髙島屋堺店）
- 北野田店 - 堺市東区北野田1077番地 アミナス北野田2階（現・東進衛星予備校北野田駅前校）
- 光明池店 - 堺市南区鴨谷台2-2-1 サンピア1階（現・ふたば書房光明池店[10]、2019年7月12日[11]から2023年3月[12]29日[13]まで・アバンティブックセンター光明池店）
- 高石店 - 高石市綾園1丁目9-1 アプラたかいし2階（現・TSUTAYA BOOKSTORE アプラたかいし）
- 船場店 - 大阪市中央区船場中央1-4-3-108 船場センタービル3号館1階（現・槇尾古書店）
- 天下茶屋店 - 大阪市西成区岸里1-1-9 ショップ南海1階（現・田村書店天下茶屋店）
- 粉浜店 - 大阪市住吉区東粉浜3-23-23 ショップ南海内

### 経営破綻以前の閉鎖店舗
- 関西空港店 - 1994年開店

#### 2011年閉店
- イトーヨーカドー堺店 - 1986年開店

#### 2013年閉店
- りんくうタウン店 - 1996年開店（現・JRAライトウインズりんくうタウン）

#### 2014年閉店
- 大江橋店 - 2008年開店

#### 2015年閉店
- 泉ヶ丘店 - 1972年開店（現・好屋書店泉ヶ丘店）

#### 2016年閉店
- コーナン中もず店 - 2012年開店
- 和泉中央店 - 1999年開店（現・ZENON uni 泉北和泉中央店）
- 河内長野店 - 1982年開店（現・ワッツ河内長野ショップ南海店）
- 泉佐野店 - 2009年開店（2016年3月12日から[14]2021年2月14日まで[15]・アバンティブックセンター南海泉佐野店）
- ekimoなんば店 - 2013年開店

#### 2018年閉店
- 津久野店 - 1963年開店